# Werth (Isselburg)
Die frühere Stadt Werth gehört zur Stadt Isselburg im nordrhein-westfälischen Kreis Borken.

## Geschichte
Schon um 1260 war in Werth ein Rittergeschlecht ansässig, das sich „von Werth“ nannte. Aus einer urkundlichen Erwähnung eines Ritters zu Werth lässt sich nicht zweifelsfrei auf die Existenz des Ortes bzw. der Burganlage schließen. Aber die Burg Werth, erstmals um 1318 erwähnt, muss schon um 1260 als Wohnsitz des Rittergeschlechts „von Werth“ gegolten haben. Die Ritter von Werth waren treue Gefolgsleute des Bischofs von Münster und von ihm erhielten sie einen schmalen Landstreifen am rechten Ufer der Alte Issel zu Lehen. Das Territorium war somit nicht reichsunmittelbar, sondern unterstand als Mediat der Oberherrschaft des jeweiligen Bischofs als Landesherrn, unterlag allerdings nicht dessen Verwaltung.
Neben der Burg Werth bildete sich wie auch an anderen Stellen bald eine Ansiedlung von Handwerkern und Kaufleuten, die den Handel aus dem Münsterland mit dem wichtigen Isselübergang als Handelsweg an den unteren Niederrhein sicherten. Gegen Ende des 13. Jahrhunderts starb das Rittergeschlecht aus. Der letzte Träger des Namens „von Werth“ ist der Ritter Heinrich, der urkundlich 1276 erwähnt wurde. Seine Tochter Jutta brachte die Herrschaft Werth mit in ihre Ehe, sie heiratete den Ritter Heinrich von Leck. Das Wappentier der Familie „Leck“, war der aufrechtstehende Löwe mit geteiltem Schwanz, der Jahrhunderte hindurch bis zum Jahre 1975 im Siegel der Stadt Werth zu finden war. Noch heute, im Jahre 2006, wird dieses Wappen im Heimatverein Werth, gegründet 1986, im Briefkopf geführt. Im Jahre 1422 kam Johann von Culemborg nach Werth und verlieh dem Ort im Jahre 1426 das „Culemborgsche Stadtrecht“ Dieser Stadtgründer starb im Jahre 1452 und sein Sohn Gerhard übernahm Werth. Gerhards Sohn Jasper starb dann 1504 ohne männliche Erben, danach ging die Herrschaft mit Tochter Anna an das Geschlecht derer von Pallandt über.

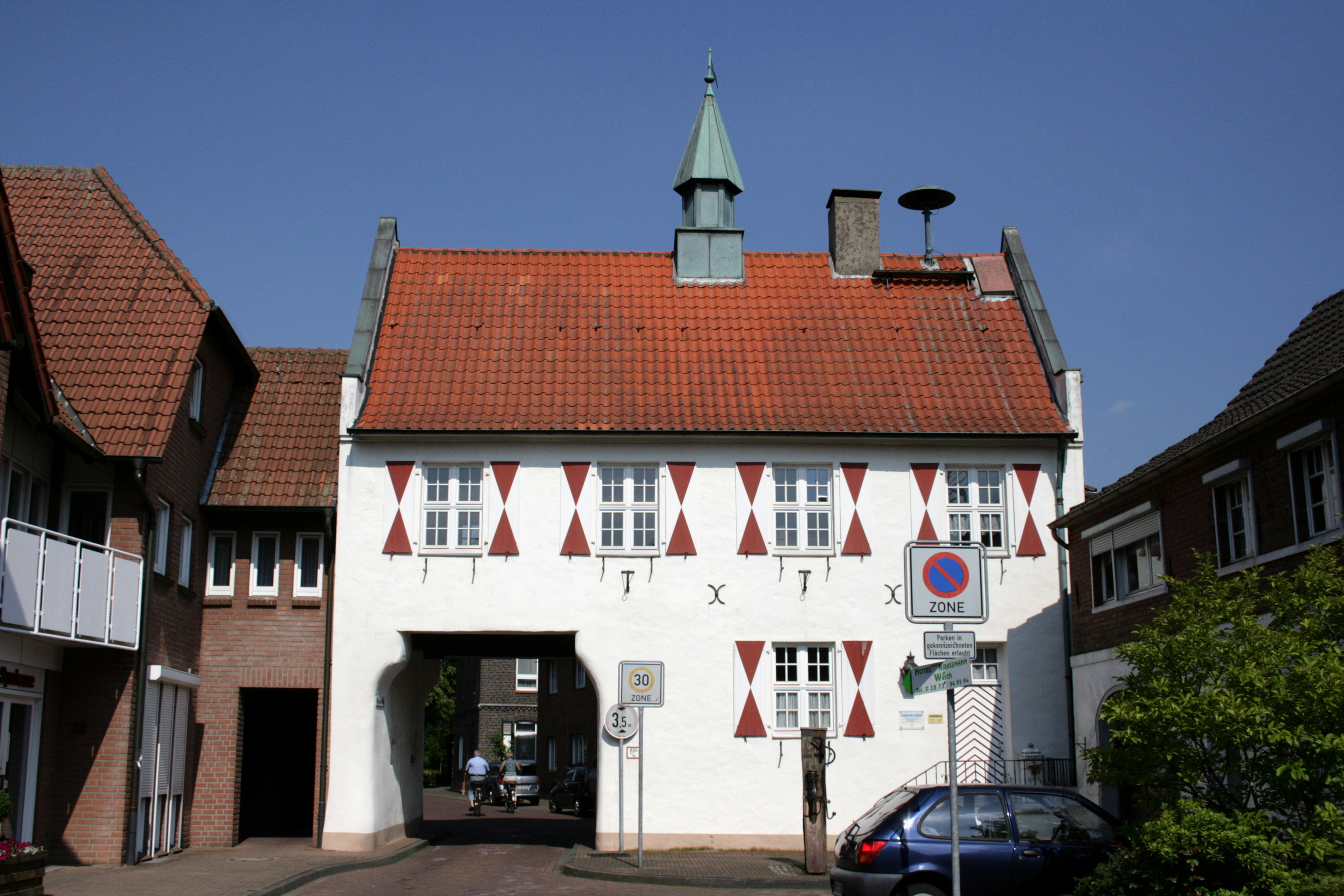
Altes Rathaus, Torhaus der Burg Werth

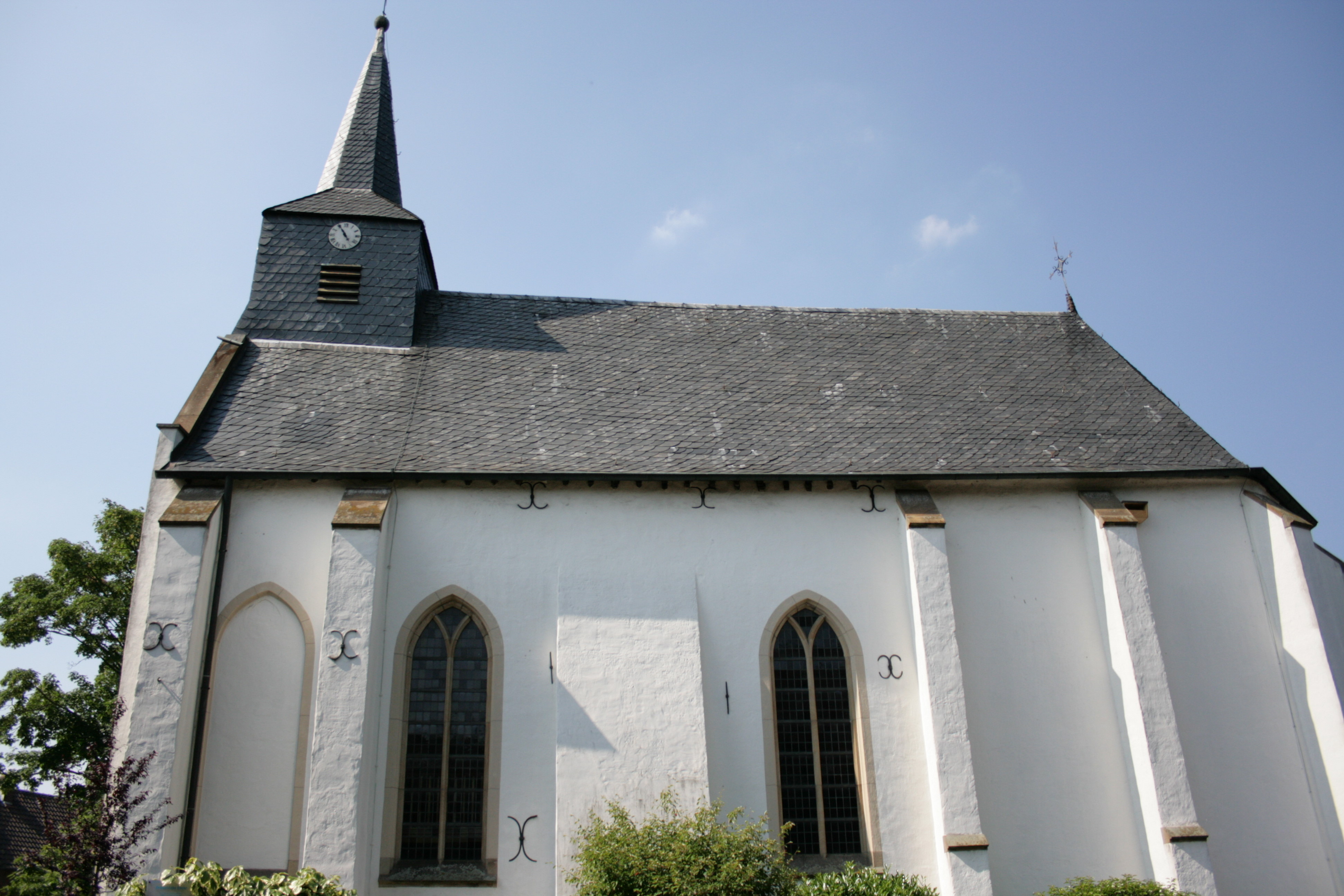
Evangelische Kirche

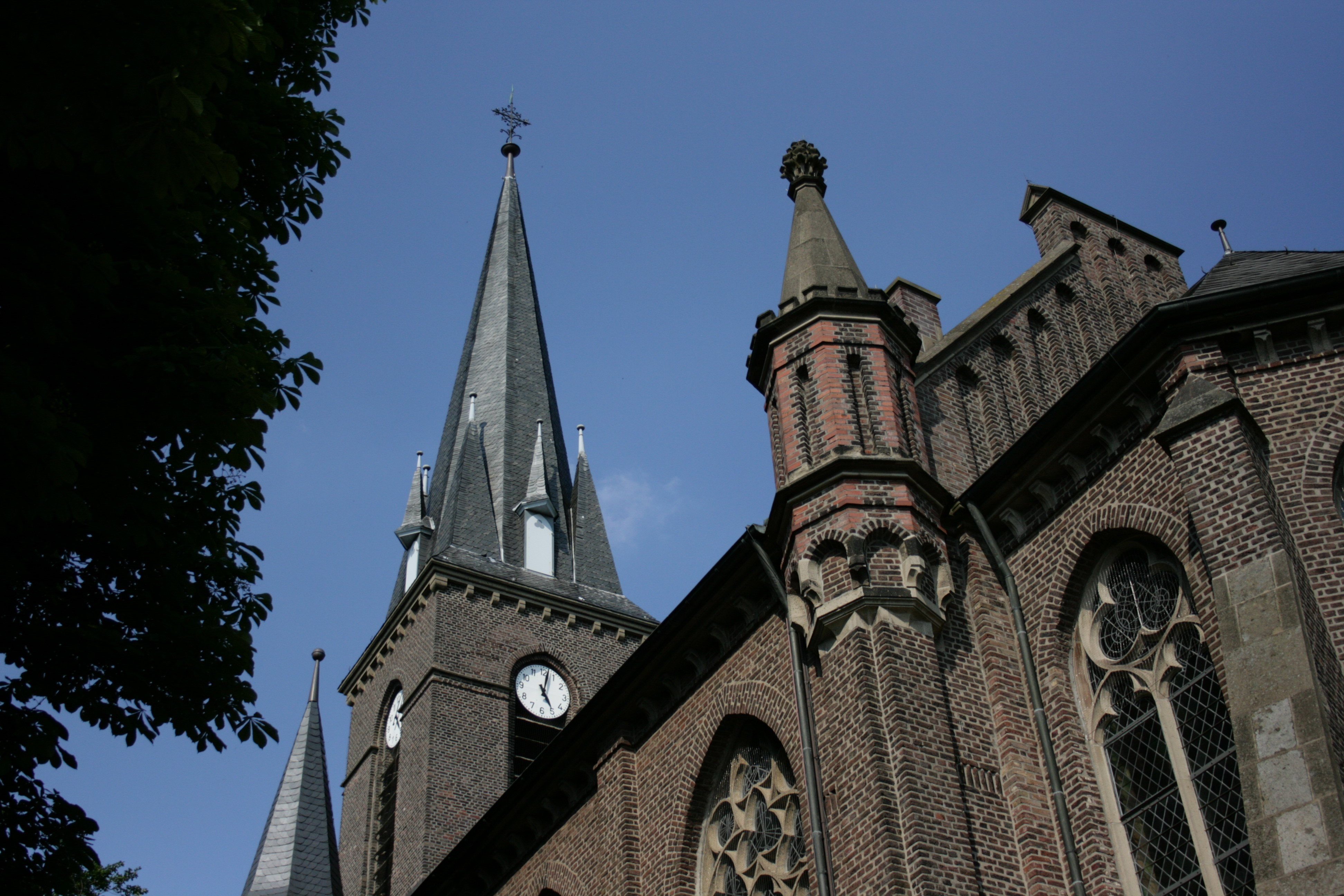
St. Peter und Paul

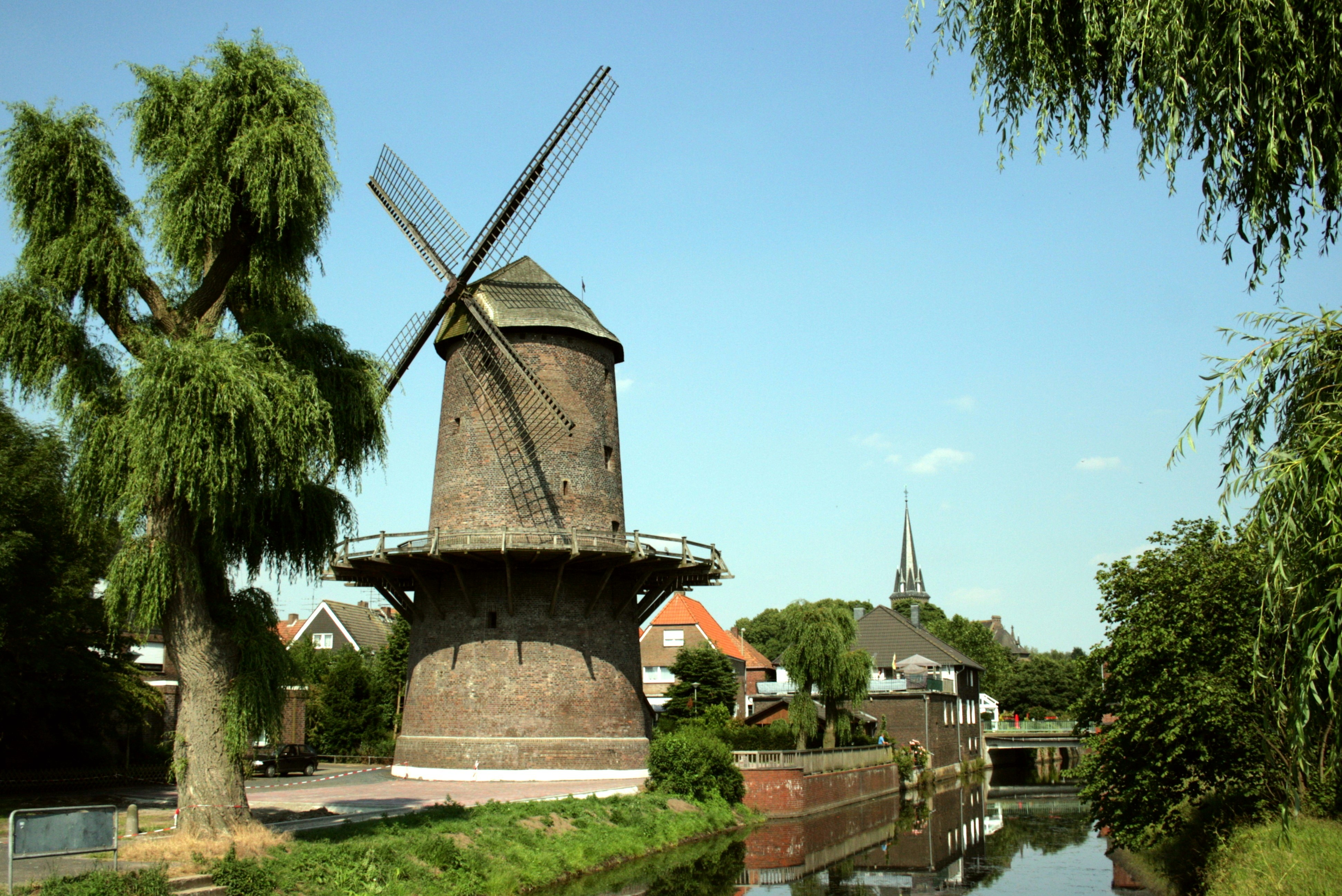
Turmwindmühle an der Issel

Aus dieser Ehe mit Johann von Pallandt ging der Sohn Florenz hervor. Im Jahre 1567 trat mit ausdrücklicher Genehmigung des Grafen Florenz die Gemeinde Werth zum reformierten Glauben über. Später besetzten Spanier die kleine Stadt und zwar von 1588 bis 1595. Erst 1596 kommt die Familie Pallandt-Culemborg wieder in den Besitz der Herrschaft Werth. Längere Jahre herrschte dann Ruhe in der Stadt Werth in politischer wie auch in religiöser Hinsicht. Selbst den Dreißigjährigen Krieg (1618–1648) überstand Werth ohne große Schäden. Wieder starb eine Familie der Herren von Werth aus; Erbe der Linie Pallandt-Culemborg wurde ein Enkel der Schwester des Grafen Florenz II., der Graf Philipp Dietrich von Waldeck, dessen Sohn auch kinderlos starb, so dass Philipp Dietrichs Bruder, Graf Georg Friedrich zu Waldeck, die Herrschaften der Culemborgs erbte. Da dieser Generalfeldmarschall des Römischen Reiches und der Niederlande auch nur drei Töchter hinterließ, gingen alle Besitzungen an die zweite Tochter über, die mit dem Herzog von Sachsen-Hildburghausen vermählt war. Er verkaufte das Werther Gebiet (ohne Wertherbruch) im Jahre 1709 für 75.000 Taler an den Bischof von Münster, Franz Arnold von Metternich, der es über sein Amt Bocholt verwalten ließ. Damit war der Lehnsherr nun auch Besitzer der Herrschaft. Durch den Reichsdeputationshauptschluss von 1803 wurde das Bistum Münster als weltliches Fürstentum aufgelöst und Werth kam zum Fürstentum Salm. Die kleine Stadt an der Issel hatte damals etwa 500 Einwohner. 1810 wurde das Fürstentum von Frankreich annektiert. 1813 besetzte preußisches Militär das Gebiet. 1815 wurde Werth dem Königreich Preußen zugewiesen. 1841 wurde im Zuge der neuen Landgemeindeordnung das Amt Werth gebildet, das seit 1893 mit dem Amt Liedern durch Personalunion verbunden war. 1937 wurde dann das neue Amt Liedern-Werth mit zwölf Gemeinden gebildet.
Der Zweite Weltkrieg hat dem Städtchen Werth an der Issel schwer zu schaffen gemacht. Viele männliche Bürger blieben als Soldaten auf den Schlachtfeldern. Obwohl Werth keinerlei strategische Bedeutung hatte, wurden doch in den Märztagen des Jahres 1945 viele Häuser durch Bomben und Artilleriebeschuss zerstört bzw. schwer beschädigt. Werth wurde als Durchfahrt beim Vorstoß der Alliierten ins Münsterland genutzt, da die B 67 als regionale Hauptverkehrsader durch den Ort führt. Durch Heimatvertriebene aus den deutschen Ostgebieten, durch Evakuierte aus dem Ruhrgebiet usw. entstand in der Stadt großer Wohnbedarf. Zwei neue Siedlungsgebiete wurden Ende der 1950er Jahre in der Pende und im Teppel ausgewiesen. Im Jahre 1962 wurde der katholische Kindergarten Werth errichtet, die evangelische Kirchengemeinde betreibt ihr Jugendhaus seit 1963. Im Jahre 1991 öffnete der evangelische Kindergarten seine Pforten.

### Eingemeindung
Am 1. Januar 1975 wurde Werth in die Stadt Isselburg eingegliedert. Diese Stadt wurde damals im Zuge des zweiten nordrhein-westfälischen Neugliederungsprogramms gegliedert. Man schloss die Gemeinden bzw. Städte Anholt, Heelden, Herzebocholt, Vehlingen und einen Teil der Gemeinde Wertherbruch (jetzt: Stadt Hamminkeln) zusammen.

### Einwohnerentwicklung
Hier die historischen Einwohnerzahlen der Stadt Werth (bis 1974) und des Ortsteils Werth:
- 1818: 0532 Einwohner
- 1945: 0590 Einwohner
- 1961: 0886 Einwohner[1]
- 1964: 1000 Einwohner
- 1970: 1173 Einwohner[1]
- 1974: 1203 Einwohner[2]
- 1976: 1350 Einwohner
- 1985: 1420 Einwohner
- 1995: 1550 Einwohner
- 2003: 1843 Einwohner
- 2012: 1882 Einwohner

### Gegenwart
Der einzige Industriebetrieb von Werth ist das Isselwerk, heute NOVOFERM GmbH; es gibt etwa 270 Mitarbeitern eine Beschäftigung. Werth ist dem Wasserversorgungsverband Wittenhorst angeschlossen. Früher holten sich die Bürger ihr Trinkwasser aus etwa sieben Pumpen, die in der Binnenstraße und an der Deichstraße standen. Auch das Wasser der Issel diente den Bewohnern bis 1955 zum Aufbereiten ihrer Wäsche. 1965 nahm die Gemeinde Werth im Teppel eine eigene Kläranlage in Betrieb, die dann etwa 1982 durch ein Verbundnetz an die zentrale Kläranlage der Stadt Isselburg angeschlossen wurde. Die Stadthalle Werth, in den Jahren 1973/74 in Eigenleistung von den Bürgern erstellt, gilt auch heute nach 20 Jahren noch als eine Art Mehrzweckhalle, wo Sport- und Kulturveranstaltungen stattfinden. Der Bahnbetrieb auf der Strecke Bocholt-Werth-Isselburg-Anholt wurde am 24. Mai 1974 mit dem Personenverkehr eingestellt. Im Jahre 1991 wurde die Schienenstrecke rückgebaut. Die Stadt Isselburg konnte das Gelände des Bahnkörpers von der Deutschen Bahn AG für DM. 500.000,- kaufen und wird seit einiger Zeit von ihr an Privat verkauft.
Weiterführende Schulen gibt es im acht Kilometer entfernten Bocholt (Gymnasien, Gesamtschule, Realschulen und Hauptschulen). Während sich die Hauptschule (Strombergschule), und auch die Realschule (Werner-von-Siemens-Realschule) in Alt-Isselburg befinden (2018 geschlossen), kann in Werth die Isselschule besucht werden (bis 2012 Gemeinschaftsgrundschule Heelden-Werth, davor bis 1982 Kulenborgschule Werth).

### Bauten
Einige historische Bauten erinnern an die wechselvolle Geschichte der Stadt Werth: das mittelalterliche Torhaus der Burg Werth wurde nach schwerer Beschädigung im Jahre 1945 und Wiederherstellung in den sechziger Jahren bis 1975 als Rathaus genutzt und nach Jahren des Verfalls im Jahre 2011 von der Stadt Isselburg verkauft. Die neuen Eigentümer entwickelten es zusammen mit mehreren benachbarten Altbauten zum Kulturzentrum. Auf den Fundamentmauern der alten Werther Burg steht die katholische Kirche, die im Jahre 1886 errichtet wurde. Der mittelalterliche Mühlen- und Festungsturm (um 1500) ist im Stadtpanorama nicht zu übersehen. Die Mühle enthält ein noch fast vollständig erhaltenes Mahlwerk. Das älteste Gebäude von Werth ist die evangelische Kirche. In Teilen wurde sie bereits vor 1350 als katholische Kapelle errichtet, wobei es um 1500 und um 1530 Erweiterungen gegeben hat. Bemerkenswert sind die nicht freiliegenden Fresken aus dem 15. Jahrhundert und mehrere Ausstattungsstücke aus dem 17. und 18. Jahrhundert. Darüber hinaus gibt es in Werth noch einige alte Bürgerhäuser aus verschiedenen Epochen. Das Werther Heimathaus, ein ehemaliges „Armenhaus“ der ev. Kirche, beherbergt ein vom Heimatverein Werth geführtes Museum.